# Regional-treinen

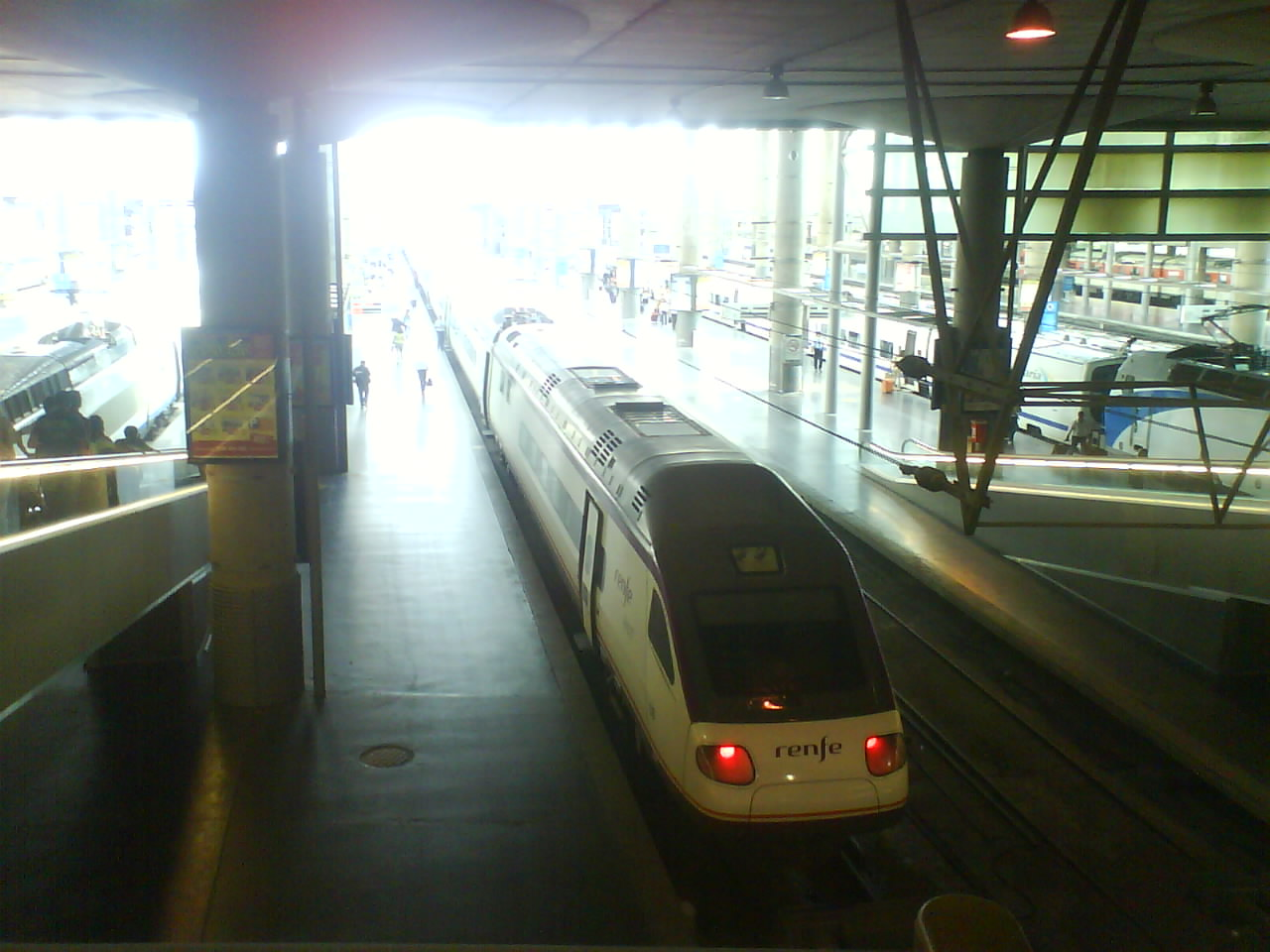
Een Avant-Trein in het station Madrid-Atocha

De Regional-treinen is een onderdeel van de Spaanse spoorwegmaatschappij RENFE. Regional-treinen worden samen met de Avant-treinen door de afdeling Media Distancia beheerd. Spaanse Regional-treinen zijn te vergelijken met zowel stoptreinen als sneltreinen of IR-treinen. Die laatste soort heet dan Regional Exprés.